# Concurrence monopolistique
La concurrence monopolistique est un type de concurrence économique qui voit s'affronter des entreprises monopolistiques sur un marché. Il s'agit d'une situation d'imperfection de marché : chaque entreprise dispose d'un monopole pour son produit particulier, différent de celui des entreprises concurrentes. 

## Concept
La concurrence monopolistique est un phénomène qui échappe aux postulats néoclassiques. L'hypothèse de la concurrence pure et parfaite n'y est pas remplie : les produits échangés sur le marché sont différenciés, de sorte que chaque entreprise dispose d'un monopole pour son produit particulier, différent de celui des entreprises concurrentes.
Un des premiers économistes à s'être penchés sur la concurrence monopoliste est Edward Chamberlin, qui est à l'origine du concept. Il publie en 1933, à une époque qui voit un renforcement des monopoles, Théorie de la concurrence monopolistique. Les keynésiens reprennent ensuite le sujet pour l'intégrer au keynésianisme. C'est par exemple le cas de Joan Robinson, qui publie la même année The Economics of Imperfect Competition, chez Macmillan, en 1933. Il s'agit probablement de la forme de marché la plus répandue dans la réalité.
Les producteurs s'efforcent de différencier leurs produits de ceux de la concurrence afin d'accroître leur pouvoir de marché et obtenir ainsi un monopole sur un modèle spécifique : être seul à proposer un bien ou un service ayant telles ou telles caractéristiques (SAV, innovation techniques, prestige de la marque, etc.). C'est la situation sur les marchés de l'automobile et plus généralement dans le secteur des nouvelles technologies. La publicité joue un rôle essentiel pour persuader le consommateur que le produit proposé est unique et/ou supérieur. Ainsi, l'importance de l'objet est telle que cette situation de concurrence monopolistique vise davantage les produits que les acteurs eux-mêmes.
Ce mélange de monopole et de concurrence est appelé concurrence monopolistique par les économistes. Les acteurs en situation de monopole réalisent des surprofits. Néanmoins, les concurrents cherchent à égaler, voire à surpasser, l'acteur en situation de monopole en proposant des alternatives, ce qui finit par réduire puis annihiler l'avantage de ce dernier. Cette course à la monopolisation du marché assure un renouvellement constant des variétés offertes.

## Modèles

### Modèle de Chamberlin
Le modèle de Chamberlin est le premier grand modèle de concurrence monopolistique. Dans ce modèle, les entreprises disposent toutes, sur un marché, du monopole sur un bien spécifique (par exemple, tel livre de cuisine française). Chamberlin montre que dès lors que l'entrée sur le marché est libre et gratuite, l'entrée de nouveaux entrants monopolistiques sur le marché fait chuter les profits à zéro. Ainsi, le prix des produits se rapproche irrémédiablement de leur coût marginal. 

### Modèle de Dixit et Stiglitz
Avinash Dixit et Joseph E. Stiglitz introduisent explicitement, dans la fonction d'utilité du consommateur représentatif, les préférences pour la diversité. Ces auteurs étudient deux cas : dans le premier les préférences sont représentées par une fonction d'utilité à élasticité de substitution constante ; dans le deuxième l'élasticité est variable.
Lorsque les différents produits ne sont pas des substituts parfaits, produire au point de coût moyen minimum n'est pas une solution optimale du point de vue de l'utilité sociale. Par conséquent, il n'y a pas trop de diversité dans ce modèle de la concurrence monopolistique.

### Modèle de Krugman
Le modèle de Dixit et Stiglitz a notamment été repris par Paul Krugman dans ses travaux sur le commerce international ainsi que sur la concentration spatiale des activités économiques. 
Tout modèle de concurrence monopolistique doit se baser sur les quatre conditions suivantes :
- de nombreuses entreprises produisent des biens différenciés ;
- chaque entreprise a une courbe de demande avec pente négative ;
- chaque entreprise est petite et a des effets négligeables sur les autres ;
- la libre entrée dans le marché conduit à long terme à la disparition du profit.

Oliver Hart suppose qu'il y a de nombreux consommateurs avec des goûts différents. De nombreuses entreprises produisent chacune un bien différent. Les consommateurs ne sont intéressés qu'à un nombre limité de ces biens. D'autre part, chaque combinaison de biens a la même probabilité d'être désirée par un consommateur. Par conséquent, les effets d'un changement dans l'offre d'une entreprise sont répartis sur toutes les autres entreprises. Hart arrive à la conclusion que, selon les cas, il peut y avoir trop ou trop peu de variétés.